# George Sewell
Pour les articles homonymes, voir George et Sewell.
George Sewell (né le 31 août 1924 à Londres et mort le 1er avril 2007 à Londres, d'un cancer), est un acteur britannique.

## Filmographie partielle
- 1963 : L'Indic (The Informers) de Ken Annakin
- 1966 : Le Gentleman de Londres (Kaleidoscope) de Jack Smight
- 1968 : La Déesse des sables de Cliff Owen
- 1970-1973 : UFO, alerte dans l'espace (série TV) (17 épisodes) : Colonel Alec Freeman
- 1971 : La Loi du milieu (Get Carter) : Con McCarthy
- 1973-1974 : Special Branch (en) (série TV) : Inspecteur Alan Craven (26 épisodes)
- 1974 : Diamonds on Wheels : Henry Stewart
- 1974 : Le Monde merveilleux de Disney (série TV) : Henry Stewart (3 épisodes)
- 1975 : Sept Hommes à l'aube (Operation: Daybreak) de Lewis Gilbert
- 1975 : Barry Lyndon
- 1988 : Doctor Who : épisode « Remembrance of the Daleks » : Ratcliffe